# 甲居镇
甲居镇，是中华人民共和国四川省甘孜藏族自治州丹巴县下辖的一个乡镇级行政单位。2019年12月，撤销聂呷乡，将原聂呷乡甲居三村佛爷岩片区划归章谷镇管辖，将原聂呷乡（除甲居三村佛爷岩片区）划归甲居镇管辖。

## 行政区划
甲居镇下辖以下地区：
甲居一村、甲居二村、甲居三村、小巴旺村、聂呷村、小聂呷村、幺姑村、高顶村、拖瓦村、喀咔村、聂拉村。

## 旅游景区
- 甲居藏寨：丹巴最具特色的旅游景区。2016年9月，正式获批成为国家4A级旅游景区。甲居在藏语中的意思是百户人家的意思。